# Élisée Reclus
Élisée Reclus (ur. 15 marca 1830 w Sainte-Foy-la-Grande, zm. 4 lipca 1905 w Torhout) – francuski geograf; działacz anarchistyczny.

## Życiorys
Élisée Reclus urodził się w Sainte-Foy-la-Grande (w departamencie Gironde). Był drugim synem protestanckiego pastora; miał czternaścioro rodzeństwa, z których niektórzy stali się później znani jako pisarze, działacze polityczni albo naukowcy.
Edukację zaczął w Nadrenii, kontynuował ją w szkole protestanckiej w Montauban, a potem na uniwersytecie w Berlinie, gdzie kształcił się pod kierunkiem Carla Rittera.
Do 1851 r. mieszkał we Francji, skąd wyjechał po zamachu stanu i wprowadzeniu rządów Ludwika Napoleona Bonaparte (grudzień 1851). Następne sześć lat (1852–1857) spędził w Wielkiej Brytanii, Stanach Zjednoczonych, Ameryce Środkowej i Kolumbii. Po powrocie do Paryża opublikował wiele artykułów z dziedziny geografii w czasopismach „Revue des Deux Mondes” (istniejący do dzisiaj magazyn kulturalny) i „Tour du monde” oraz innych periodykach, a także książki Histoire d’un ruisseau i La Terre, description des phénomènes de la vie du globe (2 tomy).
W 1869 r. przyłączył się do Międzynarodowego Aliansu Demokracji Socjalistycznej, stworzonego przez Michaiła Bakunina.
W 1870 r. podczas oblężenia Paryża przez wojska pruskie Reclus należał do kompanii balonowej Félixa Nadara, wywożącej i przywożącej pocztę z i do oblężonego miasta (było to pierwsze wykorzystanie balonów do masowego przewozu poczty w historii).
Brał udział w Komunie Paryskiej, która została proklamowana krótko potem w odpowiedzi na kapitulację Francji – jako członek Gwardii Narodowej, jak i I Międzynarodówki. Był autorem manifestu opublikowanego w czasopiśmie „Cri du Peuple” (Krzyk ludu), skierowanego przeciwko rządowi w Wersalu.
5 kwietnia dostał się podczas walk do niewoli, a 16 października został skazany na dożywotnie zesłanie do Nowej Kaledonii. Dzięki wstawiennictwu naukowców angielskich i amerykańskich wyrok zamieniono w styczniu 1872 r. na dożywotnie wygnanie.
Po krótkim pobycie we Włoszech wyjechał do Clarens w Szwajcarii, gdzie wznowił swoją pracę naukową, publikując Histoire d'une montagne (dalszy ciąg Histoire d'un ruisseau) i pisząc większą część swojego naukowego opus magnum La Nouvelle Géographie universelle, la terre et les hommes w 19 tomach (publikowanych w latach 1875–1894). Dzieło otrzymało w 1892 r. złoty medal francuskiego Towarzystwa Geograficznego (jednocześnie z wydaniem francuskim ukazało się też wydanie angielskie).
W połowie lat 70. XIX w. Reclus był jednym z pierwszych działaczy anarchistycznych, którzy opowiedzieli się za odrzuceniem anarchokolektywizmu i poparciem anarchokomunizmu (pod silnym wpływem Reclusa pozostawał Piotr Kropotkin, uznany później za najwybitniejszego teoretyka tego nurtu anarchizmu). To również m.in. dzięki niemu pod koniec lat 70. działacze jednej z głównych wówczas organizacji anarchistycznych w Europie – Federacji Jurajskiej – zaczęli popierać program anarchokomunistyczny.
Od 1892 r. pracował na uniwersytecie w Brukseli. Zmarł 4 lipca 1905 w Torhout (pod Brugią).

## Dzieła
- Guide du voyageur à Londres et aux environs, Paris 1860
- Voyage à la Sierra Nevada de Sainte Marthe. Paysages de la nature tropicale, Paris 1861
- Les Villes d’hiver de la Méditerranée et les Alpes maritimes, Paris, 1864
- Introduction au Dictionnaire des Communes de France, en collaboration avec Élie Reclus, Paris 1864
- La Terre. Description des phénomènes de la vie du globe, Paris 1868
- Histoire d’un ruisseau, Paris, 1869
- La Nouvelle Géographie universelle, la terre et les hommes, 19 tomów, Paris 1876-1894
- La Peine de mort Genève 1879
- Histoire d’une montagne, Paris 1880
- Évolution et révolution, Genève 1880
- Unions libres, Paris
- L'Anarchie,1894
- Projet de construction d’un globe terrestre à l’échelle du cent millième, Bruxelles 1895-1896
- L’Évolution, la révolution et l’idéal anarchique, Paris 1897
- L’Enseignement de la géographie. Globes, disques globulaires et reliefs, Bruxelles 1901
- L’Afrique australe, z Onésime Reclus, Paris 1901
- L’Empire du Milieu, z Onésime Reclus, Paris 1902
- Le développement de la liberté dans le monde, [1851] 1925
- L’Homme et la Terre, 1905-1908
- Élie Reclus, 1905
- Les volcans de la Terre, 1906-1909
- Correspondance, 1911-1912